# 细叶狸藻
细叶狸藻（學名：Utricularia minor），小狸藻，为狸藻屬多年生的小型食虫植物。其种加词“minor”来源于拉丁文，意为“较少”和“较小”，指其植株体型。细叶狸藻分布于北美洲、亚洲及欧洲。其常贴生，也可浮水生。

## 形态特征
细叶狸藻为多年生贴生或水生草本。细叶狸藻的匍匐茎为丝状，多分枝，可长达20厘米，直径0.1至0.3毫米，无毛被。匍匐茎分两种类型，其一具具叶片，绿色，漂浮生长；另一种无叶片，无色，固着于泥土中。
细叶狸藻的叶片互生，长0.2至1.5厘米，掌状深裂至基部或近基部。叶裂片为一至四回二岐状深裂；末回裂片为狭线形。秋季时，细叶狸藻匍匐枝及分枝的顶端可产生冬芽，球形，直径1.5至4毫米，无毛或具少量小刚毛。
细叶狸藻的捕虫囊为膜质，黄白色，大部分分布于无色匍匐茎的叶裂片上，少量分布于发育的叶裂片上。捕虫囊为斜卵球形，侧扁，具短柄，长5至20毫米。囊口开于捕虫囊侧面，边缘具少量刚毛，上唇具2条长而多分枝的刚毛状附属物。捕虫囊内表面具许多形状吸收毛。
细叶狸藻的花序为总状花序，长5至20厘米，中上部具2至8朵花。花序轴为圆柱形，直径0.3至1毫米，具2至4枚鳞片。苞片长1.5至2毫米，基部着生，与鳞片同形，为宽卵状三角形，顶端钝，基部为耳状。无小苞片。花梗长4至7毫米，于花期直立，果期展开，末端反折。花萼2裂，裂片近相等；上唇略大，长约2毫米，为宽卵形，顶端钝。花冠唇形，长8至10毫米，黄色，具红色小斑点；上唇为卵形，顶端钝；下唇大于上唇，为倒卵形或近圆形，顶端微凹；喉凸隆起并延伸至下唇中部；距不发达，圆锥形，长约1.5毫米，呈囊状，内表面具大量腺体。雄蕊无毛；花丝为线形，弯曲，药室汇合。子房为球形，无毛。花柱无毛。柱头二裂，下唇为圆形，反卷，上唇为狭三角形，两者的边缘都呈流苏状。花期为8至9月。
细叶狸藻的果实为蒴果，长约3毫米，周裂。蒴果具宿存花萼。种子为褐色，近圆形或椭圆形，表面具细小网状突起，边缘具6角及棱翅。果期为9至10月。

## 生态关系
细叶狸藻广泛分布于北温带地区的池塘及沼泽中，海拔分布范围为3100米至3650米。

## 外部連結
- 食虫植物照片搜寻引擎中细叶狸藻的照片 （页面存档备份，存于）

 维基共享资源上的相關多媒體資源：细叶狸藻
 維基物種上的相關：细叶狸藻